# Brunow (Heckelberg-Brunow)
Brunow ist ein Ortsteil der Gemeinde Heckelberg-Brunow des Amtes Falkenberg-Höhe im Landkreis Märkisch-Oderland in Brandenburg.

## Geographie
Der Ort liegt zwei Kilometer südöstlich von Heckelberg und zwölf Kilometer südwestlich von Bad Freienwalde (Oder). Die Nachbarorte sind Kruge im Norden, Krummenpfahl, Torgelow und Wölsickendorf im Nordosten, Steinbeck und Leuenberg im Südosten, Ausbau Tiefensee im Süden, Freudenberg und Tiefenseer Siedlung im Südwesten, Beerbaum im Westen sowie Heckelberg im Nordwesten.

## Wappen
| Wappen von Brunow | Blasonierung: „Geviert von Gold und Blau; Feld 1 und 4: ein schrägrechtes mit dem Stil zur Mitte weisendes grünes Kastanienblatt, Feld 2 und 3: eine schräglinke, aufwärts fliegende silberne Wildgans mit rotem Schnabel.“ |
| Wappen von Brunow | Der Ortsteil Brunow führt das Wappen und die Flagge der ehemaligen Gemeinde Brunow als Ortsteilwappen weiter. |